# Povijesna jezgra Stobreča
Povijesna jezgra Stobreča je kulturno-povijesna cjelina mjesta Stobreča.

## Opis dobra
Stobreč je smješten na krajnjem istočnom rtu splitskog poluotoka. Osnovali su ga isejski Grci te je kao grčki Epetion bio jedno od najstarijih urbaniziranih naselja na našoj obali. Kao rimski Epetium bio je važna luka, o čemu svjedoči i Tabula Peutingeriana. Najstariji dio današnjeg naselja zabilježen u katastarskim mapama 1831. god. formirao se na uzvišenju u blizini crkvice Gospe od Karmena. Stobreč predstavlja zbijeni tip pučkog naselja u kojem je izgradnja maksimalno prilagođena konfiguraciji terena. Pučka arhitektura Stobreča devastirana je recentnom izgradnjom, no naselje je značajan arheološki lokalitet s ostacima grčke, ranokršćanske i srednjovjekovne arhitekture.

## Zaštita
Pod oznakom RST-0636-1972. zavedena je kao nepokretno kulturno dobro - kulturno-povijesna cjelina, pravna statusa zaštićena kulturnog dobra, klasificiranog kao urbana cjelina".